# 平方元
平方 元（ひらかた げん、1976年9月17日-)は、日本のピアニスト、シンガーソングライター、エンターテイナー、音楽表現者である。
大阪府堺市生まれ、宮城県仙台市育ち。

## 経歴
- 1999年、当時ストリートミュージシャンとして活動していた平方 元(Vo.)のまわりの仲間が「ゲンの歌をバンドでやろう」と始めた解散期限つきの企画物バンドで、「このバンドが俺たちのいい通過点(Passing Point)になればいい」という思いから『Passing Point』という名前で仙台で活動。

- 数年後に東京で『Passing Point』再結成。

- 2004年10月、『Passing Point』解散。その後、新たにJ-POPユニット『ゲンブリッジ』として活動。

- 2007年3月28日、麗奈(マコレイナ)と共に『麗奈 & ゲンブリッジ』名義で『絆 -kizuna-』をリリース。

- 2009年にゲンブリッジ解散。

- 2010年よりソロ活動を再開。ソロ活動と並行してピアノ&キーボードで中西圭三、松平健、ミヤギマモル他数多くのアーティストのステージサポートやレコーディングに参加。

- ライブのサポートとして活動する際は『平方"トーマス"元』名義で参加。

※『トーマス』の由来は、体型を意味する『スマート』からきている。本人が肥満体型なので『スマート』を逆から読んだ『トーマス』となった。『きかんしゃトーマス』や外国人の名称とはなんら関係ない。

## 人物
大阪府堺市で生まれた後に宮城県仙台市へ移り住み育つが、幼少期は父親の転勤の都合でアメリカで過ごした時期もある。

現在は埼玉県富士見市在住。関東を拠点に全国でライブ活動を行っている。
中学1年生から趣味で作曲を始め、高校生の時に英語の授業で『ウィ・アー・ザ・ワールド』のビデオを見て感動し、プロの道へ進む事を決意する。
1994年9月11日、新宿スペース・ゼロで開催されたヤマハポピュラーソングコンテスト『ヤマハ・ミュージック・クエスト』にピアノ弾き語りスタイルで出場。その時演奏した曲名は『さよなら ～そして何時かまた～』。
日本大会にて金賞を受賞し、日本代表として世界大会出場。
特技はモノマネで、一人で『ウィ・アー・ザ・ワールド』をするパフォーマンスをよく行っている。
尊敬する作曲家は筒美京平、アラン・メンケン。

## ディスコグラフィ

### シングル
人間讃歌/結婚幸信曲 （2011年・廃盤）
1. 人間讃歌
2. 結婚幸信曲
3. 人間讃歌(からおけ)
4. 結婚幸信曲(からおけ)

### アルバム
音返し(おんがえし) （2013年）
1. タイムカプセル
2. しまって行こうぜ!
3. クリスマスの奇跡
4. 僕は神様じゃなかった
5. 10年後の君より。-ピアノ弾き語りVer-
6. Hey-Hou!
7. 勇者ああああ
8. 行くぜ！My way
9. 未来の空
10. 役立たずのタイムマシン

音楽男-Music Man- （2015年）
1. music man
2. けれども
3. ワガママメッセンジャー
4. 1 Go 1 Yeah
5. つながり
6. 今、ありがとう
7. いのちあるところ

音戯話 -Otogi banashi- （2019年）
1. はじまりの音
2. Baby Blue っす。
3. 手の鳴る方へ
4. Song Talk
5. スーパースター
6. 心おぼえ
7. ムーンライト
8. 愛する人へ

## 主な提供楽曲
- 私をロマンスにして～狂想詩(らぷそでぃ)～／りあん(2001年)
- 無ノ色／りあん（2003年）
- アゲハ／りあん（2003年）
- 戀文／りあん(2005年)
- 、(てん)無限―∞―／りあん(2005年)
- Brand New Day／高木奏子(2007年)
- Good Chopper／Sista Five(2008年)
- 白の手紙／妃月洋子(2012年)
- 天無限／水谷美月(2015年)
- ベストラン／李涛(2015年)
- トモダチ／李涛(2016年)

## 出演作品

### ラジオ
高校生進路情報番組『ラジオキャンパス※グランド・ラジオキャンパス』パーソナリティ（2012年5月～）
平方元はこの番組の音楽と盛り上げ役担当。
番組内では「平方元の一曲入魂」のコーナーで登場。メッセージを込めた一曲を紹介、弾き語りをする。
最近では曲作りの裏話などもする。

### 参加ユニット
- Passing Point(Piano＆Vocal)
- ゲンブリッジ(Piano＆Vocal)
- Radish(Piano)
- Abra Trouble(Piano)
- bien(Piano＆Vocal)
- エクボゥズ(Piano＆Vocal)
- The Peach Club(Piano＆Vocal)

### ライブ、レコーディングに参加したアーティスト
- あびこめぐみ(ライブサポート ピアノ、キーボード)
- 奥華子(ライブサポート ギター、ピアノ)
- 上新功祐(ライブサポート＆レコーディング ピアノ、キーボード)
- kiichi (vlidge)(レコーディング ピアノ)
- 喜多栄治(ライブサポート ピアノ、キーボード)
- 清貴。(ライブサポート キーボード)
- Cooley High Harmony(ライブサポート＆レコーディング ピアノ、キーボード)
- 久保田涼子(ライブサポート＆レコーディング ピアノ、キーボード)
- クリステル・チアリ(ライブサポート ピアノ)
- 黒沢光義(ライブサポート ピアノ、キーボード)
- 慶田盛大介(ライブサポート ピアノ、キーボード)
- SARU(ライブサポート＆レコーディング ピアノ、キーボード)
- 坂手志帆(ライブサポート ピアノ、キーボード)
- 祥子(ライブサポート＆レコーディング ピアノ)
- すなほ(ライブサポート＆レコーディング ピアノ、キーボード)
- そべポーポー(ライブサポート ピアノ、キーボード)
- 東郷淳(ライブサポート ピアノ、キーボード)
- 中西圭三(ライブサポート キーボード)
- 長瀬弘樹(ライブサポート ギター)
- ノグチアツシ(ライブサポート キーボード)
- はなわ(ライブサポート キーボード)
- HANZO(ライブサポート＆レコーディング ピアノ、キーボード)
- 妃月洋子(ライブサポート＆レコーディング ピアノ、キーボード)
- ふじきイェイ!イェイ!(ライブサポート キーボード)
- ふじのキッズシアター(劇団公演生演奏＆レコーディング ピアノ、キーボード)
- ぶるうまんず(ライブサポート キーボード)
- fromnou(ライブサポート ピアノ)
- Bogey(ライブサポート＆レコーディング ピアノ、キーボード)
- MYリズムネイション(ライブサポート コーラス)
- マコレイナ(ライブサポート＆レコーディング ピアノ、キーボード)
- 松平健(ライブサポート キーボード)
- ミヤギマモル(ライブサポート＆レコーディング ピアノ、キーボード、ベース)
- 芳晴(ライブサポート ピアノ、キーボード)
- ララリーヌ(ライブサポート ピアノ)
- lyn(ライブサポート ピアノ)
- りあん（ライブサポート＆レコーディング　ピアノ）